# PEN Club Galicia
El Centro PEN Galicia, inicialmente denominado PEN Club de Galicia, es la sección gallega del PEN Internacional y el PEN Club Español, compuesto por escritores en lengua gallega. Fue admitido en el 53.er Congreso, que se celebró en Maastricht en mayo de 1989, y fue el organizador, con el apoyo de la Junta de Galicia, de su 60.º Congreso celebrado en Santiago de Compostela del 6 al 12 de septiembre de 1993. El PEN Club Galicia entrega los premios Rosalía de Castro a autores en portugués, español, catalán y euskera.

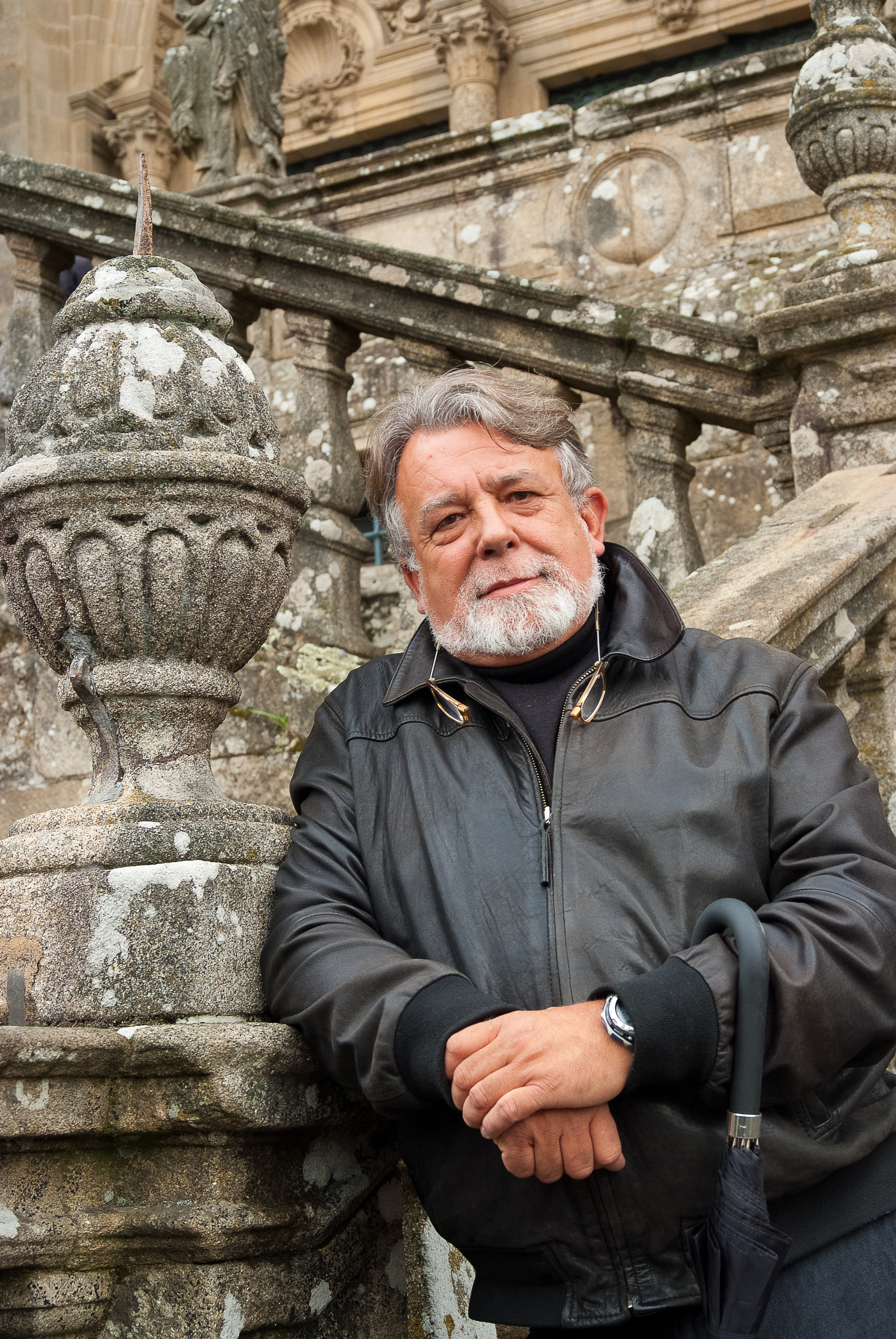
Alfredo Conde, presidente entre 1990-1991

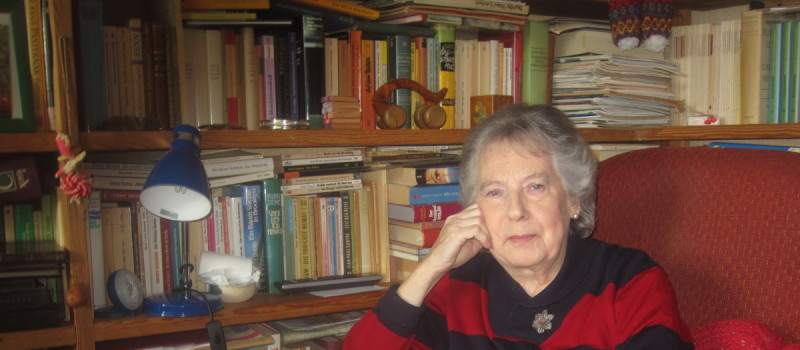
Úrsula Heinze, presidenta entre 1991-1996

## Presidentes
- Alfredo Conde (1990-1991)
- Úrsula Heinze (1991-1996)
- Carlos Casares (1996-1999)
- Luis González Tosar (desde 1999)